# Franz zu Solms-Rödelheim (Politiker, 1864)
Graf Karl Franz zu Solms-Rödelheim und Assenheim (* 15. Dezember 1864 in Assenheim; † 9. Februar 1923 ebenda) war ein deutscher Gutsbesitzer und hessischer Standesherr sowie preußischer Politiker.

## Leben

### Herkunft
Franz Graf zu Solms-Rödelheim entstammte dem hessischen Adelsgeschlecht Solms. Sein Vater war Maximilian Graf zu Solms-Rödelheim (* 14. Mai 1826; † 15. Februar 1892) und seine Mutter Thekla Gräfin zu Solms-Laubach (* 4. Juni 1836; † 17. Januar 1892).

### Werdegang
Er studierte an der Universität München und 1888 bis 1889 an der königlich sächsischen Forstakademie Tharandt. 1897 wurde er Premierleutnant der Infanterie und 1905 Hauptmann.
1892 übernahm er die Standesherrschaft. Hierdurch war er (1894), 1896 bis 1918 Mitglied des preußischen Herrenhauses und 1892 bis 1918 der Ersten Kammer der Landstände des Großherzogtums Hessen.
Mit der Novemberrevolution 1918 wurden die Vorrechte des Adels abgeschafft und die Geschichte der Ersten Kammer der Landstände sowie des Herrenhauses endete.

### Familie
Er heiratete am 26. Oktober 1892 in Ettal/Oberbayern Anastasia von Pappenheim (1863–1904), die Tochter des Ludwig Ferdinand Friedrich Graf und Herr zu Papenheim (1815–1883) und dessen Ehefrau Anastasia Kathrina geborene Gräfin zu Schlieffen (1827–1898). In zweiter Ehe heiratete er am 25. Juli 1907 in Castell Jenny von Castell-Castell (1866–1923), die Tochter von Carl von Castell-Castell (1826–1886) und dessen Ehefrau Emma geborene Gräfin zu Solms-Rödelheim.
Franz Graf zu Solms-Rödelheim hatte folgende Kinder:
1. Max zu Solms (1893–1968) ⚭ (I) Viktoria von Leiningen (1895–1973); ⚭ (II) Freda von Gersdorff (1901–1992)
2. Joachim Ernst (1896–1978) ⚭ Klara von Bullion (1901–1996)
3. Editha Thekla (1897–1971)
4. Anna Hedwig (1903–1971)